# 진메이천
진메이천(중국어: 金美辰, 병음: Jīn Měichén, 한자음: 김미진, 1993년 11월 26일 ~ )은 중국의 배우이다.

## 출연작

### 드라마
- 2018년 텐센트 웹드라마 《천문강호지궤면의운》 - 탕다이윈 역
- 2019년 망고 TV 웹드라마 《죽마강금사》 - 양추모 역
- 2020년 아이치이 웹드라마 《소녀상방게와》 - 미지우얼 역
- 2020년 망고 TV 웹드라마 《내하BOSS우여하 : 보스가 어때서?》 - 통신 역
- 2023년 아이치이 웹드라마 《공자귀성》 - 당불언 역